# Рябина (річка)
Ряби́на (Рябинка) — річка в Україні, в межах Богодухівської міської громади Богодухівського району Харківської області та Охтирського району Сумської області. Ліва притока Ворскли (басейн Дніпра).

## Опис
Довжина річки 37 км (у межах Сумської області — 16 км), похил річки — 1,0 м/км, площа басейну 286 км². Долина трапецієподібна, неширока, порізана балками; у деяких місцях праві схили долини вищі та крутіші за ліві. Заплава двобічна, у середній течії вмісцями заболочена. Річище слабозвивисте, в нижній течії більш звивисте. Споруджено кілька ставків.

## Розташування
Рябина бере початок у північно-східній околиці села Зарябинки. Тече спершу на південний захід, від села Дмитрівки — на північний захід, у пригирловій частині повертає на північ. Впадає до Ворскли біля північно-східної околиці села Рябини. 

## Населені пункти вздовж берегової лінії
Харківська область: Зябринка, Леськівка, Горбанівка, Матвіївка, Дмитрівка, Бабаки, Новософіївка, Воскресенівка, 
Сумська область: Майське, Катеринівка, Яблучне, Рябина.

## Притоки
- Яр Глибокий - ліва притока. Починається на півночі від міста Богодухів, тече на північний захід і впадає у рябину у селі Леськівка
- Яр Холявці - ліва притока. Починається на півночі від міста Богодухів, тече на північний захід і впадає у рябину у селі Леськівка
- Яр Довгий - ліва притока. Бере початок на сході та протікає через село Щербаки, тече переважно на північний захід і впадає у Рябину у селі Дмитрівка.
  - Яр Березовий - ліва притока Яру Довгого. Впадвє на південному сході від села Дмитрівка.
- Балка Мерчик - ліва притока. Бере початок на північному заході від села Губарівка, тече переважно на північ і впадає у Рябину між селищем Зарічне та селом Новософіївка.
- Куп'єваха (Березівка) - ліва притока.
- Балка Гнидина - ліва притока, впадає у селі Яблучне.
- Балка Кінська - ліва притока, впадає біля південно-західної околиці села Рябина.
- Балка Нитріус - права притока, протікає через село Рябина.